# LB Færgerne
LB Færgerne war eine Fährverbindung, die zwischen der dänischen Stadt Helsingør und schwedischen Stadt Helsingborg (dänisch H-H-Overfarten) verkehrte.

## Geschichte
Das schwedische Unternehmen Linjebuss (LB), eine 1954 gegründete Tochtergesellschaft der Reederei Stockholms Red AB Svea, leitete im Öresund eine neue Ära ein, als es 1955 mit einer Fährverbindung auf der Strecke zwischen Helsingør und Helsingborg gegen Danske Statsbaner (DSB) antrat, die bis zu diesem Zeitpunkt mit Eisenbahnfähren der einzige Betreiber auf der Strecke Helsingør–Helsingborg war.
Auf der Strecke wurde zuerst die Autofähre Betula eingesetzt, später folgten Primula, Carola, Betula II, Regula und Ursula. Die Betula gehörte Svenske Sukkerfabriks AB und beförderte zuvor auf der Fährverbindung Bergkvara–Mörbylånga Zuckerrüben zwischen Mörbylånga auf Öland und Bergkvara in Småland. Da die dortige Saison sehr kurz war, konnte die Fähre so das gesamte Jahr eingesetzt werden.
Die Fähren waren sehr beliebt und es wurde das Konzept „at tura“ eingeführt. Dies war eine Hin- und Rückfahrt mit Essen auf dem Schiff. Lange Zeit galten die LB-Fähren als komfortabel und gemütlich mit ihren Salons mit guter Sicht auf den Sund. Bei den DSB-Fähren saßen die Passagiere unter dem Autodeck, so dass sie die Namen „kælderfærgerne“ (deutsch Kellerfähre) oder „u-bådene“ (deutsch U-Boote) erhielten. Erst 1967 baute DSB eine Fähre mit einer Salon über dem Autodeck.
1969 änderte die Gesellschaft ihren Namen in Scandinavian Ferry Lines (SFL). 1999 kaufte Stena Line in Göteborg die Gesellschaft, die heute Teil von Scandlines ist.

## Betrieb
Das Fährterminal lag an der Nordmole des Hafens in Helsingør in der Nähe von Schloss Kronborg.
Fußgänger wurden mit Shuttle-Bussen von der Nordmole in die Stadt Helsingør zur Strandgade gefahren.
Mit dem steigenden Anteil von SFL am Fährverkehr nach der Übernahme wurde im äußersten Norden ein weiteres Fährterminal errichtet.